# Hynobius hirosei
Hynobius hirosei é uma espécie de anfíbio caudado da família Hynobiidae. Está presente no Japão. A UICN classificou-a como em perigo de extinção.